# 撒伯流主義
撒伯流主义（英語：Sabellianism），又稱形态论（英語：modalism）、形態神格唯一論（英語：modalistic monarchianism），屬於神格惟一論（Monarchianism）。是基督教神学中一种被三位一體論的教派所批判的信仰论述，被三位一體教派认为主張圣父（天父、上帝）、圣子（神之子、耶穌）和圣灵（圣神）是一個神的不同的“形态”或“方面”，在不同时期被信徒所察知。撒伯流主義常被三位一體教派簡化為「聖父戴上面具，化身為耶穌」。撒伯流主義最重要的反对者是特土良，他戲謔地称撒伯流主義为“圣父受苦说”（Patripassianism）。

## 意义与起源
形态论的创立者是撒伯流，第3世纪在罗马教导这种学说。撒伯流厌恶三位一體神学。撒伯流認為，上帝擁有三種不同的外貌，或是面具（prosopa），在不同狀況下出現，被人所認識。

## 反对
撒伯流主義的原始資料已經失傳，现存撒伯流主義的资料来源，都来自于他的批评者戴都良與希坡律陀等人。今天的学者无法确知撒伯流所提出的内容，很有可能是戴都良和希坡律陀曲解或误传了对手的主张。
戴都良似乎暗示当时大多數基督徒赞成撒伯流的一位神論的观点。375年左右，艾比法（Epiphanius）提到撒伯流在美索不达米亚和罗马都有大批信徒。
。553年，第二次君士坦丁堡公會議宣布撒伯流派的洗礼无效，证明那时形态论仍然存在。
形态论受到大部分支持三一神論教会的抵制，最终大公教会确定了三个不同的、同等、永远共存的神位。